# Sainte-Colombe (Sena i Marne)
Sainte-Colombe és un municipi francès, situat al departament de Sena i Marne i a la regió de Illa de França. L'any 2007 tenia 1.723 habitants.
Forma part del cantó de Provins, del districte de Provins i de la Comunitat de comunes del Provinois.

## Demografia

### Població
El 2007 la població de fet de Sainte-Colombe era de 1.723 persones. Hi havia 672 famílies, de les quals 146 eren unipersonals (77 homes vivint sols i 69 dones vivint soles), 214 parelles sense fills, 263 parelles amb fills i 49 famílies monoparentals amb fills.
La població ha evolucionat segons el següent gràfic:
Habitants censats

### Habitatges
El 2007 hi havia 731 habitatges, 674 eren l'habitatge principal de la família, 37 eren segones residències i 20 estaven desocupats. 674 eren cases i 53 eren apartaments. Dels 674 habitatges principals, 573 estaven ocupats pels seus propietaris, 94 estaven llogats i ocupats pels llogaters i 7 estaven cedits a títol gratuït; 2 tenien una cambra, 37 en tenien dues, 102 en tenien tres, 215 en tenien quatre i 317 en tenien cinc o més. 524 habitatges disposaven pel capbaix d'una plaça de pàrquing. A 308 habitatges hi havia un automòbil i a 287 n'hi havia dos o més.

### Piràmide de població
La piràmide de població per edats i sexe el 2009 era:
| Homes | Edats   | Dones |
| ----- | ------- | ----- |
| 0     | 95 o +  | 0     |
| 8     | 90 a 94 | 4     |
| 4     | 85 a 89 | 16    |
| 4     | 80 a 84 | 16    |
| 24    | 75 a 79 | 28    |
| 32    | 70 a 74 | 36    |
| 32    | 65 a 69 | 52    |
| 40    | 60 a 64 | 48    |
| 44    | 55 a 59 | 52    |
| 60    | 50 a 54 | 40    |
| 80    | 45 a 49 | 88    |
| 64    | 40 a 44 | 44    |
| 64    | 35 a 39 | 64    |
| 60    | 30 a 34 | 72    |
| 48    | 25 a 29 | 68    |
| 36    | 20 a 24 | 24    |
| 52    | 15 a 19 | 84    |
| 80    | 10 a 14 | 44    |
| 48    | 5 a 9   | 44    |
| 44    | 0 a 4   | 44    |

## Economia
El 2007 la població en edat de treballar era de 1.161 persones, 854 eren actives i 307 eren inactives. De les 854 persones actives 781 estaven ocupades (413 homes i 368 dones) i 72 estaven aturades (36 homes i 36 dones). De les 307 persones inactives 111 estaven jubilades, 111 estaven estudiant i 85 estaven classificades com a «altres inactius».

### Ingressos
El 2009 a Sainte-Colombe hi havia 686 unitats fiscals que integraven 1.791 persones, la mediana anual d'ingressos fiscals per persona era de 19.611 €.

### Activitats econòmiques
Dels 37 establiments que hi havia el 2007, 3 eren d'empreses alimentàries, 2 d'empreses de fabricació d'altres productes industrials, 5 d'empreses de construcció, 14 d'empreses de comerç i reparació d'automòbils, 1 d'una empresa de transport, 2 d'empreses d'hostatgeria i restauració, 1 d'una empresa financera, 1 d'una empresa immobiliària, 4 d'empreses de serveis, 2 d'entitats de l'administració pública i 2 d'empreses classificades com a «altres activitats de serveis».
Dels 8 establiments de servei als particulars que hi havia el 2009, 2 eren paletes, 1 fusteria, 2 lampisteries, 1 empresa de construcció i 2 perruqueries.
Dels 4 establiments comercials que hi havia el 2009, 1 era una botiga de menys de 120 m², 1 una fleca, 1 una peixateria i 1 una joieria.
L'any 2000 a Sainte-Colombe hi havia 5 explotacions agrícoles que ocupaven un total de 445 hectàrees.

## Equipaments sanitaris i escolars
El 2009 hi havia una escola elemental.

## Poblacions més properes
El següent diagrama mostra les poblacions més properes.